# Шефка Хоџић
Шефка Хоџић (1943-?) је босанскохерцеговачка жена позната као починилац убиства труднице, које је 1969. године изазвало сензационално суђење у тадашњој Југославији. Хоџић, која није имала деце, је наводно убила трудну Алију Хасановић када је сазнала да је трудна, а затим је сама почела да симулира трудноћу. Дана 6. октобра 1969. је убила Алију хицима из пиштоља, а потом јој је из утробе извадила дете.

## Позадина
Шефка Хоџић рођена је у селу Јусићи, у близини Зворника, где је становништво претежно муслиманске вероисповести. Село се водило традицијом, а главни човек у селу је био хоџа, коме се локално становништво често обраћало за савете. Шефка је за разлику од осталих жена у селу знала да пише и да чита. Била је удата за човека по имену Наџиб, који ју је неколико пута избацивао из куће, под оптужбама да је тровала комшијске кокошке.

## Убиство
Како се наводи, дана 6. октобра 1969. године, Шефка је на ободу причала са жртвом Алијом Хасановић, која је била у 9. месецу трудноће. Алија се запутила у суседно село Анђелиће, где је била удата. Пошто није стигла кући, мештани су помислили да су је труднички трудови сустигли негде на путу, а затим су кренули у потрагу. Шефка је у међувремену разгласила да се породила и добила девојчицу. Мештани су убрзо открили Алијино тело крај потока, близу села Камењача. Стомак јој је био распорен, а дете из њега извађено и однето.
Након што су нашли тело, полиција није знала одакле да почне. Алија је била упуцана у леђа три пута из пиштоља, а затим јој је дете извађено из утробе. На прави траг је указао лекар патолог који је поставио тезу да је злочин извршила нероткиња жељна детета.
| „ | Дете је из мајчине утробе могао да отме само неко ко га је премного желео, а није могао да га има. Треба тражити жену која има дете, а није га родила. | ” |

Одмах је затражен преглед свих жена у селу које су се на дан убиства породиле. Међу њима је била и Шефка, која је "рођење" девојчице објавила око 19 сати навече, два сата након Алијине смрти. Гинеколошким прегледом установљено је да се Шефка није породила и да је целу своју трудноћу одглумила.

## Суђење
Највеће огорчење према Шефки показали су људи из Босне и Херцеговине. На адресу њеног будућег бранитеља упућиване су претње, презир, клевете. Напустили су је и муж Неџиб, и њена мајка, и браћа и сестре, а породица Хоџић продала је имање и из села Јусића преселила се у Калесију код Тузле.
| „ | Овај податак био је довољан да се у Јусићима, Шефкином селу, сви подигну против ње и затраже смртну казну како се она више никада не би вратила код њих. Заправо, на овај начин село је тражило обрачун са Шефком. А Шефка се у босанским димијама, с марамом на глави, у гуменим опанцима и с окрвављеним ножем у џепу, без покушаја да се с њега скину трагови крви, појавила пред истражним суцем предајући му своју судбину у руке. | ” |

Наиме, Шефка је тврдила да су јој други само донели дете, да није имала појма од кога је и на који начин узето, и да је тек кад је беба сутрадан рано ујутро издахнула, сазнала да је Алија претходног дана убијена и да јој је отворен стомак.
На суђењу, Шефка је рекла:
| „ | Познавала сам Алију, добро, знала сам да је трудна и да ће добити дете, била ми је пријатељица, како бих њу могла убити. | ” |

Окружни суд у Тузли, а затим и Врховни суд Босне и Херцеговине, због злочина осудили су Шефку Хоџић на смртну казну. Међутим, Врховни суд Југославије је због недостатка доказа и немогућности да Врховни суд Босне и Херцеговине реши кључну дилему о томе да ли је Шефка могла сама убити Алију Хусеновић, смртну казну преиначио на казну строгог затвора у трајању од 20 година.

## Након одслужења казне
Шефка је ослобођена раније него што јој је казна предвиђала, 1983. године. Постоје многе приче које нису потврђене о њеном животу након одслужења казне, али ниједну није могуће потврдити.